# Ghiacciaio Humphries
Il ghiacciaio Humphries è un ghiacciaio vallivo situato sulla costa di Borchgrevink, nella regione nord-occidentale della Dipendenza di Ross, in Antartide. In particolare, il ghiacciaio, il cui punto più alto si trova a circa 1800 m s.l.m., si trova nei monti della Vittoria e fluisce verso sud-ovest, scorrendo lungo il versante orientale della dorsale O'Neal, fino a unire il proprio flusso a quello del ghiacciaio Borchgrevink.

## Storia
Il ghiacciaio Humphries è stato mappato da membri dello United States Geological Survey (USGS) grazie a fotografie e ricognizioni aeree effettuate dalla marina militare statunitense tra il 1960 e il 1962. Esso è stato poi così battezzato dal comitato consultivo dei nomi antartici in onore di John G. Humphries, scienziato della ionosfera neozelandese di stanza alla base di ricerca Hallett nel 1957.